# خوسيه أسكونا دل هويو
خوسيه أسكونا دل هويو (بالإسبانية: José Simón Azcona del Hoyo) (و. 1927 – 2005 م) هو سياسي من هندوراس، وإسبانيا، ولد في لا سيبا، توفي في تيغوسيغالبا، عن عمر يناهز 78 عاماً، بسبب نوبة قلبية.

## مناصب
تولى منصب رئيس هندوراس.

## التعليم
تعلم في University of Monterrey ‏.

## روابط خارجية
- خوسيه أسكونا دل هويو على موقع مونزينجر (الألمانية)